# Johann Heinrich Michaelis
Pour les articles homonymes, voir Michaelis.
Johann Heinrich Michaelis est un orientaliste allemand, né à Klettenberg (de) (Saxe) en 1668 et mort à Halle en 1738. 

## Biographie
Il fait ses études dans sa ville natale et se rend à Brunswick pour entrer dans une maison de commerce. Mais ses goûts le portent vers les livres et les carrières libérales. Étant entré à l’école Saint-Martin, il est chargé d’y donner des leçons à quelques enfants. 
Toutefois, il sent qu’il a encore besoin de leçons pour lui-même, et il étudie à Nordhausen, puis à Leipzig, où il s’occupe de théologie, de philosophie et de langues orientales. Il est bientôt en état d’enseigner le grec et l’hébreu. 
Il quitte alors Leipzig et s’établit à Halle, ville qui lui offre de plus grandes ressources. Il entre au séminaire théologique, y enseigne l’hébreu et le grec et joint à l'enseignement de ces langues celui du syriaque, du samaritain et de l’arabe. En 1698, il étudie l’éthiopien à Francfort, sous la direction de Ladolf. 
L’année suivante, il est rappelé à Halle pour succéder à August Hermann Francke dans la chaire des langues orientales. Enfin, en 1709, il est nommé professeur ordinaire de théologie. 

## Œuvres
- Conamina brevioris manuductionis ad doctrinam de accentibus Hebræorum prosaicis (Halle, 1695, in-8°) ;
- De accentibus seu interstinctiouibus Hebræorum metricis (Halle, 1700, in-8°) ; De peculiaribus Hebræorum loquendi modis (Halle, 1702, in-8°) ;
- De historia linguæ arabiæ (Halle, 1706, in-8°) ;
- De textu Novi Testamenli græco (Halle, 1707, in-12) ;
- De codicibus manuscriptis Bibliæ hebraicis, maxime Erfurtensibus (Halle, 1706, in-8°) ;
- De usu LXX interpretum in Novo Testamento (Halle, 1715, in-8°) ;
- De cognoscendo theotogiæ principio (Halle, 1732, in-8°).

Son ouvrage le plus important est une édition de la Bible en hébreu (Halle, 1720, 2 vol. in-4°).

### Source
« Johann Heinrich Michaelis », dans Pierre Larousse, Grand dictionnaire universel du XIXe siècle, Paris, Administration du grand dictionnaire universel, 15 vol., 1863-1890 [détail des éditions].